# Raja Club Athletic
O Raja Club Athletic (em árabe: الرجاء الرياضي - tradução literal: ar-Raja' ar-Riyady), também conhecido como Raja Casablanca, é um clube de futebol marroquino sediado em Casablanca, maior cidade do Marrocos. Foi fundado em 20 de março de 1949.

## História
Conquistou 11 vezes o Campeonato Marroquino e três vezes a Liga dos Campeões da África, sendo assim, um dos times mais tradicionais da Africa. Foi a primeira equipe marroquina e africana a disputar o Mundial de Clubes da Fifa em 2000, terminando em último lugar no grupo, com Corinthians, Real Madrid e Al-Nassr, ficou à frente apenas do time australiano do South Melbourne, destaque para a derrota de 3-2, para o Real Madrid, onde a equipe jogou muito bem e esteve perto de vencer.
Em 2013, como campeão do país sede, disputou o Mundial de Clubes de 2013, sendo o seu segundo campeonato. Chegou a final após repetir o feito de outro clube africano, o Mazembe. Surpreendendo o CF Monterrey, ao ganhar na prorrogação, por 2 a 1. E do Atlético Mineiro, nas semifinais, pelo placar de 3 a 1. Na final, foi derrotado pelo Bayern de Munique por 2x0 e ficou com o vice-campeonato.

Bayern vs Raja 21-12-2013

## Estádio
Joga seus jogos no Estádio Mohammed V, um dos principais estádios do norte africano, com capacidade para 67.000 torcedores.

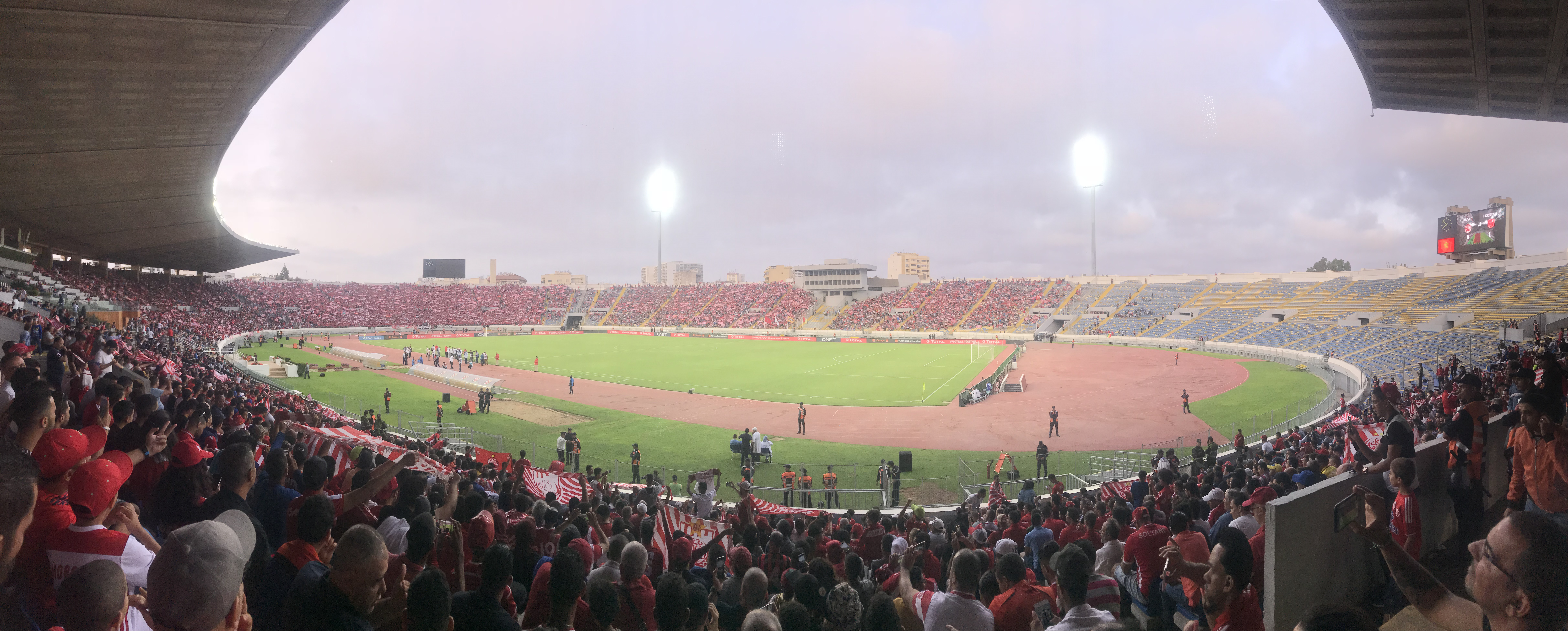
Wydad x Horoya 28/07/2018

## Derby de Casablanca

### Títulos
| Raja          | Competição                    | Wydad |
| ------------- | ----------------------------- | ----- |
| Nacional      |                               |       |
| 13            | Botola                        | 15    |
| 8             | Taça do Trono                 | 9     |
| 21            | Agregado                      | 24    |
| Internacional |                               |       |
|               | Liga dos Campeões da CAF      |       |
| 2             | Copa das Confederações da CAF | 0     |
| 2             | Supercopa da CAF              | 1     |
| 0             | Recopa Africana (extinta)     | 1     |
| 1             | Copa Afro-Asiática (extinta)  | 1     |
| 1             | Liga dos Campeões Árabes      | 1     |
| 0             | Supercopa Árabe (extinta)     | 1     |
| 9             | Agregado                      | 7     |
| 33            | Total Agregado                | 39    |

## Estatística
|  | Participações em 2021 |

| Competição         | Competição                      | Temporadas     | Melhor campanha            | Estreia | Última  | P | R |
|                    | Copa do Mundo de Clubes da FIFA | 02             | Vice-campeão (2013)        | 2000    | 2013    |   |   |
| Copa Afro-Asiática | 01                              | Campeão (1998) | 1998                       | 1998    |         |   |   |
| Marrocos           | Liga dos Campeões da CAF        | 11             | Campeão (1989, 1997, 1999) | 1989    | 2020-21 |   |   |
| Marrocos           | Copa das Confederações da CAF   | 04             | Campeão (2018)             | 2006    | 2018-19 |   |   |
| Marrocos           | Supercopa da CAF                | 03             | Campeão (2000, 2019)       | 1998    | 2019    |   |   |
| Marrocos           | Recopa Africana                 | 01             | 2° rodada (1983)           | 1983    | 1983    |   |   |
| Marrocos           | Copa da CAF                     | 01             | Campeão (2003)             | 2003    | 2003    |   |   |
| Marrocos           | Botola Pro                      | 67             | Campeão (13 vezes)         | 1956-57 | 2023-24 |   |   |
| Marrocos           | Taça do Trono                   | ?              | Campeão (08 vezes)         | 1959    | 2024    |   |   |

## Títulos
| INTERCONTINENTAIS | INTERCONTINENTAIS                  | INTERCONTINENTAIS | INTERCONTINENTAIS                                                             |
|                   | Competição                         | Títulos           | Temporadas                                                                    |
| ----------------- | ---------------------------------- | ----------------- | ----------------------------------------------------------------------------- |
|                   | Campeonato Afro-Asiático de Clubes | 1                 | 1998                                                                          |
| CONTINENTAIS      |                                    |                   |                                                                               |
|                   | Competição                         | Títulos           | Temporadas                                                                    |
|                   | Liga dos Campeões da CAF           | 3                 | 1989, 1997 e 1999                                                             |
|                   | Copa das Confederações da CAF      | 2                 | 2018 e 2020-21                                                                |
|                   | Copa da CAF                        | 1                 | 2003                                                                          |
|                   | Supercopa da CAF                   | 2                 | 2000 e 2019                                                                   |
| INTERNACIONAIS    |                                    |                   |                                                                               |
|                   | Competição                         | Títulos           | Temporadas                                                                    |
|                   | Liga dos Campeões Árabes           | 2                 | 2006 e 2021                                                                   |
| NACIONAIS         |                                    |                   |                                                                               |
|                   | Competição                         | Títulos           | Temporadas                                                                    |
|                   | Campeonato Marroquino              | 13                | 1988, 1996, 1997, 1998, 1999, 2000, 2001, 2004, 2009, 2011, 2013, 2020 e 2024 |
|                   | Taça do Trono                      | 9                 | 1974, 1977, 1982, 1996, 2002, 2005 2012, 2017 e 2024                          |

### Outros Títulos
- Copa Abha: 2004.
- Copa Antifi: 2009, 2016.

## Campanhas de destaque
- Mundial de Clubes da FIFA: 2º lugar - 2013
- Mundial de Clubes da FIFA: 7º lugar - 2000
- Liga dos Campeões da CAF de 2002: 2º Colocado
- Supercopa da CAF de 1998: 2º Colocado
- Liga dos Campeões da Arábia de 1996: 2º Colocado
- Copa Abha de 2001: 2º Colocado
- Copa Antifi de 2010: 2º Colocado